# Liste der Nummer-eins-Hits in Italien (1984)
Diese Liste der Nummer-eins-Hits basiert auf den Charts des italienischen Musikmagazins Musica e dischi im Jahr 1984. Es gab in diesem Jahr 16 Nummer-eins-Singles und zehn Nummer-eins-Alben.

## Singles
| ← 1983 ← | Liste der Nummer-eins-Hits in Italien (M&D) | Liste der Nummer-eins-Hits in Italien (M&D) | Liste der Nummer-eins-Hits in Italien (M&D)                           | 1985 → |
| \| Zeitraum \| Wo. ges. \| Interpret \| Titel Autor(en) \| Zusätzliche Informationen \| \| (Zeitraum, Wochen auf Platz eins, Interpret, Titel, Autor[en], zusätzliche Informationen) \| \| \| \| \| \| ----------------------------------------------------------------------------------------- \| -------- \| -------------------------------- \| --------------------------------------------------------------------- \| ----------------------------------------------------------------------------------------------------------------------------------------------------------------------------- \| \| 41. Woche 1983 – 1. Woche 1984 13 Wochen \| 13 \| Irene Cara \| Flashdance … What a Feeling Irene Cara, Keith Forsey, Giorgio Moroder \| Das Lied aus dem Soundtrack des Films Flashdance erreichte weltweit Spitzenpositionen in den Charts und wurde sowohl mit einem Oscar als auch mit einem Grammy ausgezeichnet. \| \| 2.–4. Woche 3 Wochen \| 3 \| Paul McCartney & Michael Jackson \| Say Say Say Paul McCartney, Michael Jackson \| – \| \| 5.–7. Woche 3 Wochen \| 3 \| Lionel Richie \| All Night Long Lionel Richie \| – \| \| 8.–10. Woche 3 Wochen \| 3 \| Queen \| Radio Ga Ga Roger Taylor \| Nachdem die britische Band das Lied beim Sanremo-Festival 1984 präsentiert hatte, brachte es ihnen auch in Italien einen Nummer-eins-Hit ein. \| \| 11.–18. Woche 8 Wochen \| 8 \| Paul Young \| Love of the Common People John Hurley, Ronnie Wilkins \| Nach einem Auftritt beim Sanremo-Festival erreichte der britische Musiker die Chartspitze der Single- und fünf Wochen später auch der Albumcharts. \| \| 19.–21. Woche 3 Wochen \| 3 \| Industry \| State of the Nation Jon Carin, Mercury Caronia \| – \| \| 22.–23. Woche 2 Wochen \| 2 \| Frankie Goes to Hollywood \| Relax Holly Johnson, Peter Gill, Brian Nash, Mark O’Toole \| – \| \| 24.–29. Woche 6 Wochen (insgesamt 7) \| 7 \| Raf \| Self Control Raffaele Riefoli, Giancarlo Bigazzi, Steve Piccolo \| – \| \| 30. Woche 1 Woche \| 1 \| Rodolfo y su tipica \| La colegiala Walter Leon \| – \| \| 31. Woche 1 Woche \| 1 \| Raf \| Self Control Raffaele Riefoli, Giancarlo Bigazzi, Steve Piccolo \| – \| \| 32.–36. Woche 5 Wochen \| 5 \| Gianna Nannini \| Fotoromanza Gianna Nannini, Conny Plank, Raffaella Riva \| Mit diesem Lied gewann Nannini den Wettbewerb Festivalbar. \| \| 37.–39. Woche 3 Wochen \| 3 \| Amii Stewart \| Friends Mike Francis \| – \| \| 40. Woche 1 Woche \| 1 \| Talk Talk \| Such a Shame Mark Hollis \| – \| \| 41. Woche 1 Woche \| 1 \| Sandy Marton \| People from Ibiza Claudio Cecchetto, Aleksandar Marton \| Für den Erfolg des Sommerhits war in Italien auch seine Teilnahme am Festivalbar-Wettbewerb verantwortlich. \| \| 42.–43. Woche 2 Wochen \| 2 \| Bronski Beat \| Smalltown Boy Jimmy Somerville, Larry Steinbachek, Steve Bronski \| – \| \| 44.–48. Woche 5 Wochen \| 5 \| Stevie Wonder \| I Just Called to Say I Love You Stevie Wonder \| – \| \| 49. Woche 1984 – 5. Woche 1985 9 Wochen \| 9 \| George Michael \| Careless Whisper George Michael, Andrew Ridgeley \| – \| |                                             |                                             |                                                                       | |
| ← 1983 |                                             |                                             |                                                                       | → 1985 → |
| Zeitraum | Wo. ges.                                    | Interpret                                   | Titel Autor(en)                                                       | Zusätzliche Informationen |
| (Zeitraum, Wochen auf Platz eins, Interpret, Titel, Autor[en], zusätzliche Informationen) |                                             |                                             |                                                                       | |
| 41. Woche 1983 – 1. Woche 1984 13 Wochen | 13                                          | Irene Cara                                  | Flashdance … What a Feeling Irene Cara, Keith Forsey, Giorgio Moroder | Das Lied aus dem Soundtrack des Films Flashdance erreichte weltweit Spitzenpositionen in den Charts und wurde sowohl mit einem Oscar als auch mit einem Grammy ausgezeichnet. |
| 2.–4. Woche 3 Wochen | 3                                           | Paul McCartney & Michael Jackson            | Say Say Say Paul McCartney, Michael Jackson                           | – |
| 5.–7. Woche 3 Wochen | 3                                           | Lionel Richie                               | All Night Long Lionel Richie                                          | – |
| 8.–10. Woche 3 Wochen | 3                                           | Queen                                       | Radio Ga Ga Roger Taylor                                              | Nachdem die britische Band das Lied beim Sanremo-Festival 1984 präsentiert hatte, brachte es ihnen auch in Italien einen Nummer-eins-Hit ein.                                 |
| 11.–18. Woche 8 Wochen | 8                                           | Paul Young                                  | Love of the Common People John Hurley, Ronnie Wilkins                 | Nach einem Auftritt beim Sanremo-Festival erreichte der britische Musiker die Chartspitze der Single- und fünf Wochen später auch der Albumcharts.                            |
| 19.–21. Woche 3 Wochen | 3                                           | Industry                                    | State of the Nation Jon Carin, Mercury Caronia                        | – |
| 22.–23. Woche 2 Wochen | 2                                           | Frankie Goes to Hollywood                   | Relax Holly Johnson, Peter Gill, Brian Nash, Mark O’Toole             | – |
| 24.–29. Woche 6 Wochen (insgesamt 7) | 7                                           | Raf                                         | Self Control Raffaele Riefoli, Giancarlo Bigazzi, Steve Piccolo       | – |
| 30. Woche 1 Woche | 1                                           | Rodolfo y su tipica                         | La colegiala Walter Leon                                              | – |
| 31. Woche 1 Woche | 1                                           | Raf                                         | Self Control Raffaele Riefoli, Giancarlo Bigazzi, Steve Piccolo       | – |
| 32.–36. Woche 5 Wochen | 5                                           | Gianna Nannini                              | Fotoromanza Gianna Nannini, Conny Plank, Raffaella Riva               | Mit diesem Lied gewann Nannini den Wettbewerb Festivalbar. |
| 37.–39. Woche 3 Wochen | 3                                           | Amii Stewart                                | Friends Mike Francis                                                  | – |
| 40. Woche 1 Woche | 1                                           | Talk Talk                                   | Such a Shame Mark Hollis                                              | – |
| 41. Woche 1 Woche | 1                                           | Sandy Marton                                | People from Ibiza Claudio Cecchetto, Aleksandar Marton                | Für den Erfolg des Sommerhits war in Italien auch seine Teilnahme am Festivalbar-Wettbewerb verantwortlich.                                                                   |
| 42.–43. Woche 2 Wochen | 2                                           | Bronski Beat                                | Smalltown Boy Jimmy Somerville, Larry Steinbachek, Steve Bronski      | – |
| 44.–48. Woche 5 Wochen | 5                                           | Stevie Wonder                               | I Just Called to Say I Love You Stevie Wonder                         | – |
| 49. Woche 1984 – 5. Woche 1985 9 Wochen | 9                                           | George Michael                              | Careless Whisper George Michael, Andrew Ridgeley                      | – |

## Alben
| ← 1983 ← | Liste der Nummer-eins-Alben in Italien (M&D) | Liste der Nummer-eins-Alben in Italien (M&D) | Liste der Nummer-eins-Alben in Italien (M&D) | 1985 → |
| \| Zeitraum \| Wo. ges. \| Interpret \| Titel \| Zusätzliche Informationen \| \| (Zeitraum, Wochen auf Platz eins, Interpret, Titel, zusätzliche Informationen) \| \| \| \| \| \| ------------------------------------------------------------------------------ \| -------- \| -------------------- \| --------------------- \| ----------------------------------------------------------------------------------------------------------------------------------------- \| \| 1.–4. Woche 4 Wochen \| 4 \| Various Artists \| Mixage N. 2 \| Ein Sampler des Labels Baby. \| \| 5. Woche 1 Woche \| 1 \| Francesco De Gregori \| La donna cannone \| – \| \| 6.–7. Woche 2 Wochen \| 2 \| Ricchi e Poveri \| Voulez vous danser \| – \| \| 8.–15. Woche 8 Wochen \| 8 \| Various Artists \| Speciale Sanremo ’84 \| Auch in diesem Jahr erreicht eine der Kompilationen zum Sanremo-Festival 1984 die Chartspitze. Das Album stieg direkt auf Platz eins ein. \| \| 16.–17. Woche 2 Wochen \| 2 \| Paul Young \| No Parlez \| Mit seinem Debütalbum konnte Young nach seinem Sanremo-Auftritt auch in Italien die Spitze der Albumcharts erreichen. \| \| 18.–28. Woche 11 Wochen \| 11 \| Vasco Rossi \| Va bene, va bene così \| – \| \| 29.–36. Woche 8 Wochen \| 8 \| Various Artists \| Mixage N. 3 \| Ein weiterer Baby-Sampler. \| \| 37.–39. Woche 3 Wochen \| 3 \| Antonello Venditti \| Cuore \| – \| \| 40.–45. Woche 6 Wochen \| 6 \| Lucio Dalla \| Viaggi organizzati \| – \| \| 46. Woche 1984 – 1. Woche 1985 8 Wochen \| 8 \| Stevie Wonder \| The Woman in Red \| – \| |                                              |                                              |                                              | |
| ← 1983 |                                              |                                              |                                              | → 1985 → |
| Zeitraum | Wo. ges.                                     | Interpret                                    | Titel                                        | Zusätzliche Informationen |
| (Zeitraum, Wochen auf Platz eins, Interpret, Titel, zusätzliche Informationen) |                                              |                                              |                                              | |
| 1.–4. Woche 4 Wochen | 4                                            | Various Artists                              | Mixage N. 2                                  | Ein Sampler des Labels Baby. |
| 5. Woche 1 Woche | 1                                            | Francesco De Gregori                         | La donna cannone                             | – |
| 6.–7. Woche 2 Wochen | 2                                            | Ricchi e Poveri                              | Voulez vous danser                           | – |
| 8.–15. Woche 8 Wochen | 8                                            | Various Artists                              | Speciale Sanremo ’84                         | Auch in diesem Jahr erreicht eine der Kompilationen zum Sanremo-Festival 1984 die Chartspitze. Das Album stieg direkt auf Platz eins ein. |
| 16.–17. Woche 2 Wochen | 2                                            | Paul Young                                   | No Parlez                                    | Mit seinem Debütalbum konnte Young nach seinem Sanremo-Auftritt auch in Italien die Spitze der Albumcharts erreichen.                     |
| 18.–28. Woche 11 Wochen | 11                                           | Vasco Rossi                                  | Va bene, va bene così                        | – |
| 29.–36. Woche 8 Wochen | 8                                            | Various Artists                              | Mixage N. 3                                  | Ein weiterer Baby-Sampler. |
| 37.–39. Woche 3 Wochen | 3                                            | Antonello Venditti                           | Cuore                                        | – |
| 40.–45. Woche 6 Wochen | 6                                            | Lucio Dalla                                  | Viaggi organizzati                           | – |
| 46. Woche 1984 – 1. Woche 1985 8 Wochen | 8                                            | Stevie Wonder                                | The Woman in Red                             | – |